# Justitia-Brunnen (Dresden)

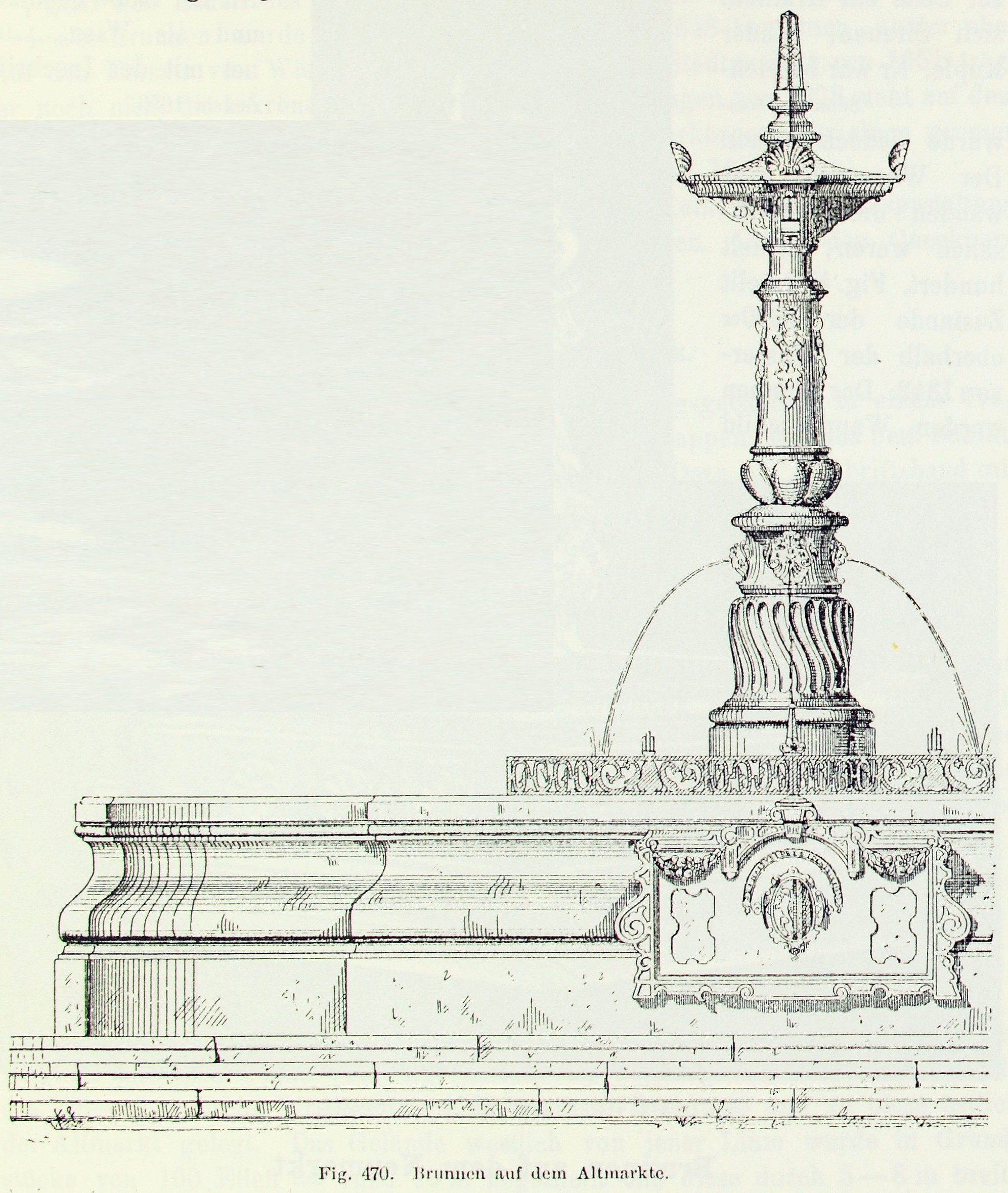
Justitia-Brunnen

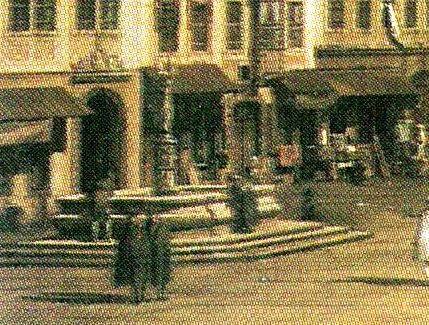
Justitia-Brunnen auf einem Gemälde von Bernardo Bellotto (1752)

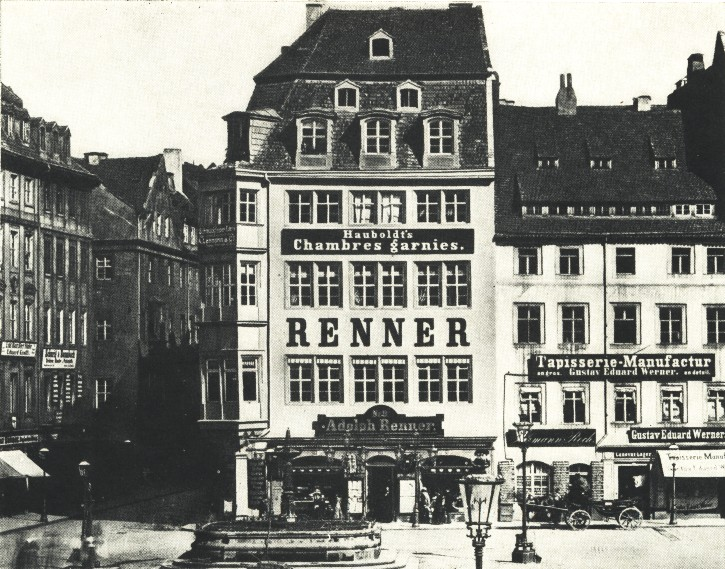
Altmarkt, Ecke Badergasse um 1885, mit Justitia-Brunnen vor dem Kaufhaus Renner

Der Justitia-Brunnen war ein historischer Brunnen auf dem Dresdner Altmarkt, der mit mehrfachen Umbauten von 1478 bis 1888 bestand.

## Geschichte
Vor dem Alten Rathaus an der Nordseite des Altmarktes wurde neben Pranger und Gerichtsbank 1478 ein hölzerner Wassertrog aufgestellt. Das war der erste Brunnen innerhalb der Stadt.
1542 erhielt Caspar Vogt von Wierandt die „gnädige Concession“ von Herzog Moritz, eine 5-Zoll-Röhre des Hochplauenschen Röhrwassers abzuzweigen und auf den Altmarkt in diesen Trog zu verlegen. Das zugehörige Röhrhaus stand vor der Apotheke St. Marien.

1653 schuf Christoph Abraham Walther anstelle des Wassertroges einen Sandsteinbrunnen mit der Figur der Justitia mit Waage und Schwert. Neben der Figur stand ein wachsamer Kranich mit einer Kugel als Symbol der Vorsicht und Wachsamkeit. An den geschwungenen Wänden waren im Relief Provinzwappen und die Inschrift Senatus Dresdensis 1653 angebracht. Es war damit Dresdens erster Monumentalbrunnen.
Über Jahrhunderte war der Brunnen das einzige öffentliche Wasserangebot in Dresden, jedoch diente er bei Jahrmärkten häufig als Sammelbecken für Müll und als Ablageplatz, so dass der Verfall fortschritt, woran auch eine Sanierung 1750 nichts wesentliches änderte. Nachdem die Figur der Justitia abgestürzt war, erhielt der damalige Stadtbaurat Eichberg 1839 den Auftrag zur Erneuerung des Brunnens. Insgesamt werden nunmehr anstelle der Figur bis 1841 drei Sandsteinsäulen errichtet, Stufen aus Granit führen nunmehr zu dem Brunnen.
Gleichwohl waren auch diese nach 40 Jahren wieder verwittert: 1881 gab es zwar das Angebot der Tiedge-Stiftung zur Erneuerung der Statue, der Rat lehnte jedoch dieses Angebot ab. Der Zustand führt aber gleichwohl dazu, dass sich der Rat 1882 erneut damit befasste. Nach Einholung von Kostenvoranschlägen für verschiedene Gestaltungsvarianten wurde eine Beseitigung schließlich beschlossen, zumal der Brunnen in der vorgesehenen Achse der zwischen Altmarkt und Pirnaischer Platz neu zu errichtenden König-Johann-Straße lag.
Trotz dass der Brunnen ein Wahrzeichen der Stadt geworden war, wurde seine ersatzlose Abtragung 1887 beschlossen und im Frühjahr 1888 ausgeführt, wobei sich bei der Abtragung herausstellte, dass auch eine Erhaltung von Teilen unmöglich war.